# Arabe péninsulaire
L'arabe péninsulaire est un groupe de dialectes arabes parlés dans la péninsule Arabique. Ces dialectes se caractérisent par certains archaïsmes (tel la nunation) et leur divergence par rapport à l'arabe classique.

## Variantes
L'arabe péninsulaire comprend plusieurs dialectes arabes, classifiés au sein de quatre groupes :
- les dialectes du Sud (dialectes du Yémen), comprenant les dialectes tihami (en), hadrami (en), sanaani et ta'izzi-adeni (en), ainsi que les parlers judéo-arabes du Yémen, auxquels on rattache également le parler baharna propre aux chiites de la région historique de Bahraïn (en) (actuellement divisée entre le royaume du Bahreïn et la région saoudienne de Hasa-et-Qatif, au sein de la province d'ach-Charqiya)[1],[2] ;
- les « parlers du Nord-Est », comprenant deux groupes de dialectes :
  - les dialectes du Golfe, comprenant les dialectes khaliji, omanais, shihhi (en), dhofari (en) et koweiti (en), ce dernier étant cependant influencé par les parlers mésopotamiens voisins[1],[2] ;
  - les dialectes du Najd, comprenant les dialectes méridional, central, septentrional et badawi (ce dernier étant également parlé par certains groupes bédouins de Jordanie, de Syrie, du Koweït d'Irak ainsi que dans la Bekaa)[1],[2] ;
- les dialectes de l'ouest, comprenant les dialectes bareqi et hijazi, ce dernier étant également parlé par les Rachaïdas au Soudan et en Érythrée[1],[2] ;
- les « parlers du nord-ouest », comprenant les dialectes bédouins du Néguev et du Sinaï ainsi que certains parlers bédouins du sud de la Jordanie et du nord-ouest de l'Arabie Saoudite[2].